# Catej
Catej je konvenční vokalizované egyptologické čtení egyptského titulu užívaného pro vysokého úředníka ve starověkém Egyptě. Do moderních jazyků je termín pro významovou podobnost s označením úřadu v islámských monarchiích překládán jako „vezír“. Význam titulu cateje a jeho postavení v politické správě bylo v průběhu dějin do jisté míry proměnlivé; většinou je chápán jako nejvyšší představitel státní správy a první představitel státní moci po panovníkovi. Jeho nositeli byly často významné osobnosti s pověstí mudrců, například Imhotep, Ptahhotep, Aj II. a zřejmě i jeho spolupracovník Haremheb, Amenhotep, syn Hapuův či Chamuaset.
První spolehlivý doklad titulu pochází prozatím ze 3. dynastie, nicméně úřad samotný nepochybně existoval již dříve.